# 尼基斯基 (阿拉斯加州)
尼基斯基（英語：Nikiski）是位於美國阿拉斯加州基奈半島自治市鎮的一個非建制地區和人口普查指定地區。根據2010年美國人口普查，該地人口為4493人，而該地的面積約為197.40平方千米。

## 地理
尼基斯基的座標為60°42′28″N 151°15′46″W / 60.70778°N 151.26278°W，而該地的平均海拔高度為39米（即128英尺）。